# Anomaloninae
Anomaloninae sind eine mittelgroße weltweit verbreitete Unterfamilie der Schlupfwespen. Es sind 45 Gattungen mit etwa 755 Arten beschrieben. In Deutschland sind (Stand 2000) 57 Arten der Anomaloninae bekannt.

## Morphologie
Anomaloninae können klein oder relativ groß sein. Sie sind meistens relativ schlank und haben einen seitlich zusammengedrückten Hinterleib, der deutlich gestielt ist. Das Propodeum hat in charakteristischer Weise eine grobe netzartige Skulptur und ist nach hinten länger ausgedehnt als bis zu den Hintercoxen. Die Hinterbeine sind in der Regel relativ lang, oft auffällig hell und haben einen langen Trochanter. Bei den Männchen sind die Tarsen der Hinterbeine oft verdickt.

## Lebensweise
Anomaloninae sind wie alle Schlupfwespen Parasitoide. Bei den meisten Arten ist noch nicht geklärt, welche Wirte sie befallen, und es gibt unsichere Angaben in der Literatur. Die Gattung Anomalon parasitiert vermutlich in Käferlarven (Tenebrionidae und Elateride) sowie vermutlich auch in Schmetterlingsraupen (Noctuidae und Tortricidae). Die übrigen Gattungen parasitieren Schmetterlingsraupen. Sie schlüpfen dann aus der Puppe.
Weibchen zeigen manchmal ein charakteristisches Flugverhalten, vermutlich wenn sie eine Wirtslarve suchen. Sie schweben und machen behutsame Auf- und Abbewegungen in der Nähe der Vegetation, dabei sind die Antennen und Hinterbeine ausgestreckt und das Metasoma nach oben gebogen.
Die Art Heteropelma megarthrum (= H. calcator) ist ein häufiger und wichtiger Parasitoid des Kiefernspanner (Geometridae), der als Forstschädling gilt.

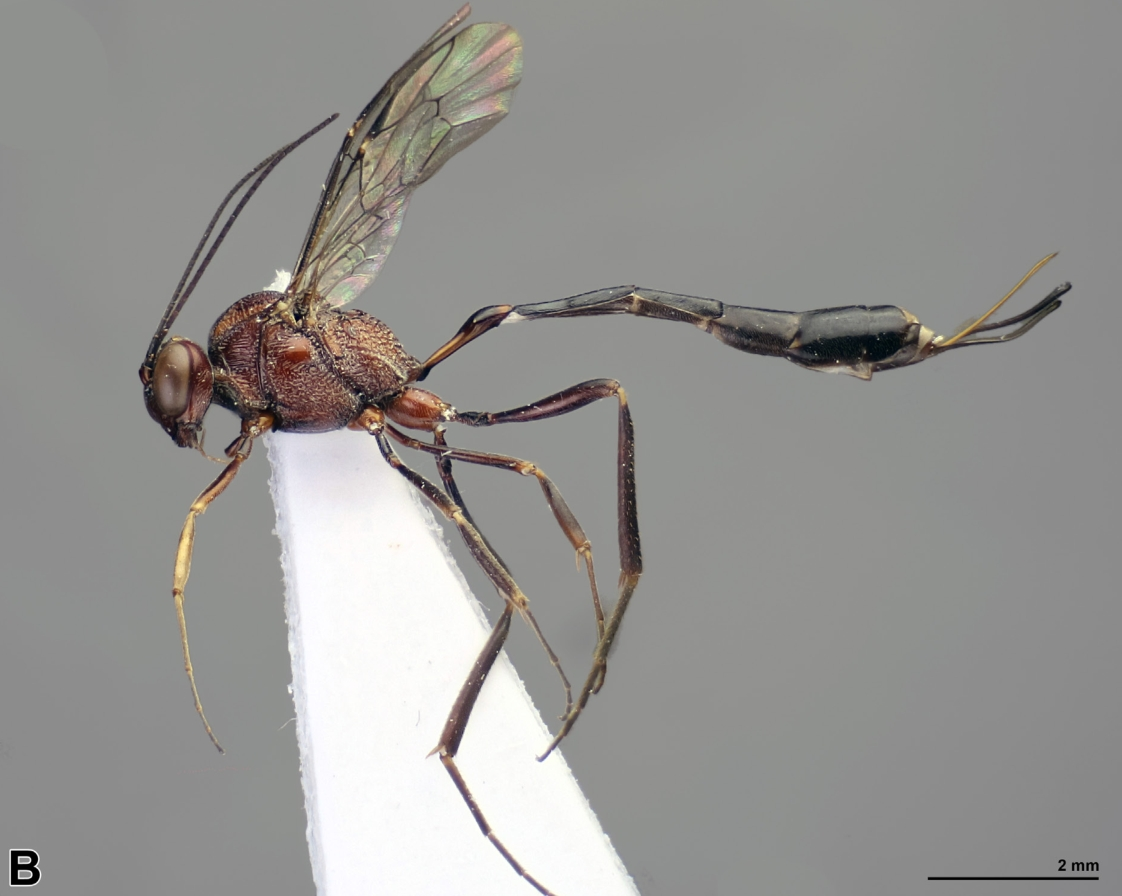
Anomalon cruentatum

In Lateinamerika wurden in letzter Zeit nacht- oder dämmerungsaktive Arten der Gattung Aphanistes beschrieben, die auffällig große Ocellen haben und mit Lichtfallen gefangen wurden. Es ist anzunehmen, dass noch viele Arten unbeschrieben sind.

## Systematik
Die Anomaloninae sind sehr wahrscheinlich monophyletisch, sie gehören mit den Campopleginae, Cremastinae, Nesomesochorinae und Ophioninae zu den sogenannten „höheren Ophioniformes“. Vermutlich sind sie die Schwestergruppe der Ophioninae.
Die Anomaloninae werden in zwei Triben eingeteilt: Die Anomalonini mit der einzigen Gattung Anomalon. Diese ist weltweit verbreitet und umfasst fast 100 Arten. Alle anderen Gattungen zählen zu den Gravenhorstiini (= Therionini).

## Einheimische Gattungen
Nach Horstmann (Stand 2000, in Klammern jeweils Anzahl der Arten)
Anomalonini
- Anomalon (1) A. cruentatum

Gravenhorstiini
- Agrypon (15)
- Aphanistes (4)
- Barylypa (6)
- Erigorgus (12) E. melanobatus, E. melanops
- Gravenhorstia (1)
- Habrocampulum (1) H. biguttatum
- Habronyx (3) H. nigricornis
- Heteropelma (3) H. amictum
- Parania (1)
- Perisphincter (2)
- Therion (4) T. circumflexum
- Trichomma (4)